# Тарпі-Вілледж (Каліфорнія)
Тарпі-Вілледж (англ. Tarpey Village) — переписна місцевість (CDP) в США, в окрузі Фресно штату Каліфорнія. Населення — 3997 осіб (2020).

## Географія
Тарпі-Вілледж розташоване за координатами 36°47′38″ пн. ш. 119°42′4″ зх. д. / 36.79389° пн. ш. 119.70111° зх. д. (36.793966, -119.701049).  За даними Бюро перепису населення США в 2010 році переписна місцевість мала площу 2,09 км², уся площа — суходіл.

## Демографія
Згідно з переписом 2010 року, у переписній місцевості мешкало 3888 осіб у 1283 домогосподарствах у складі 982 родин. Густота населення становила 1865 осіб/км².  Було 1356 помешкань (650/км²).
Расовий склад населення:
| - 73,8 % — білих - 6,7 % — азіатів - 2,0 % — чорних або афроамериканців - 1,5 % — корінних американців - 0,1 % — вихідців з тихоокеанських островів - 11,6 % — осіб інших рас |

До двох чи більше рас належало 4,3 %. Частка іспаномовних становила 31,4 % від усіх жителів.
За віковим діапазоном населення розподілялося таким чином: 25,2 % — особи молодші 18 років, 58,9 % — особи у віці 18—64 років, 15,9 % — особи у віці 65 років та старші. Медіана віку мешканця становила 38,8 року. На 100 осіб жіночої статі у переписній місцевості припадало 98,6 чоловіків;  на 100 жінок у віці від 18 років та старших — 96,8 чоловіків також старших 18 років.
Середній дохід на одне домашнє господарство  становив 65 519 доларів США (медіана — 59 969), а середній дохід на одну сім'ю — 69 394 долари (медіана — 64 792). За межею бідності перебувало 12,7 % осіб, у тому числі 21,2 % дітей у віці до 18 років та 8,5 % осіб у віці 65 років та старших.
Цивільне працевлаштоване населення становило 1503 особи. Основні галузі зайнятості: освіта, охорона здоров'я та соціальна допомога — 18,0 %, мистецтво, розваги та відпочинок — 11,9 %, роздрібна торгівля — 11,2 %, науковці, спеціалісти, менеджери — 10,8 %.